# 1973 en Ontario
Chronologie de l'Ontario
- 1969
- 1970
- 1971
- 1972
- 1973
- 1974
- 1975
- 1976
- 1977

Cette page concerne des événements d'actualité qui se sont produits durant l'année 1973 dans la province canadienne de l'Ontario.

## Politique
- Premier ministre : Bill Davis du parti progressiste-conservateur de l'Ontario
- Chef de l'Opposition : Robert Nixon
- Lieutenant-gouverneur :
- Législature :

## Événements
- Février : Robert Nixon devient chef de l'opposition officielle. Il le restera jusqu'en octobre 1975, puis reprendra cette fonction ultérieurement par deux fois.

## Naissances
- 18 décembre : Steff Paquette, chanteur, animateur et acteur franco-ontarien.

## Décès

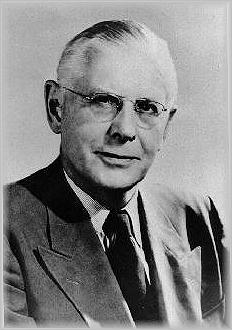
Leslie Frost.

- 4 janvier : George Drew, 14e premier ministre de l'Ontario (° 7 mai 1894).
- 28 mars : William George Bock (en), député fédéral de Maple Creek (1927-1930) en Saskatchewan (° 11 juin 1884).
- 4 mai : Leslie Frost, 16e premier ministre de l'Ontario (° 20 septembre 1895).
- 6 mai : Ernest MacMillan, compositeur (° 18 août 1893).
- 18 juillet : Christine Demeter (en), victime de meurtre (° 1940).
- 27 juillet : James Macdonnell, député fédéral de  Muskoka—Ontario (1945-1949) et Greenwood (° 15 décembre 1884).